# Brachetto d'Acqui
Brachetto d'Acqui o Acqui è una DOCG riservata ad alcuni vini la cui produzione è consentita nelle province di Alessandria e Asti.

## Zona di produzione
La zona di produzione comprende l'intero territorio dei comuni di Acqui Terme, Terzo, Bistagno, Alice Bel Colle, Strevi, Ricaldone, Cassine, Visone in Provincia di Alessandria; di Vesime, Cessole, Loazzolo, Bubbio, Monastero Bormida, Rocchetta Palafea, Montabone, Fontanile, Mombaruzzo, Maranzana, Quaranti, Castel Boglione, Castel Rocchero, Sessame, Castelletto Molina, Calamandrana, Cassinasco, nonché il territorio di Nizza Monferrato a destra del torrente Belbo in Provincia di Asti.

## Storia
Nel 1817, il naturalista Gallesio lo definì “vino celebre” da dessert e lo paragonò al Porto. Riferì anche che era commercializzato in America latina.
Nel 1922 Garino Canina lo classificò come particolarmente diffuso tra Acqui Terme e Nizza Monferrato, anche se prodotto in piccole quantità a causa dell'avvento della fillossera.
Negli anni Cinquanta del XX secolo il produttore Arturo Bersano ottenne ottimi risultati utilizzando il metodo Martinotti, contribuendo in modo significativo al rilancio del vino, tramite la spumantizzazione, che dal 2008 è tra le tipologie previste.
La versione "fermo e secco" veniva già elaborata ai primi del Novecento e le Cantine Spinola vinsero numerosi concorsi enologici ta il 1964 e il 1987.

## Tecniche di produzione
Tutte le operazioni produttive dovrebbero essere effettuate nella zona di produzione, ma in realtà sono autorizzabili in tutto il Piemonte; la presa di spuma per le qualità da extrabrut a demisec può venire svolta anche in Liguria, Lombardia, Emilia Romagna e Val d’Aosta.

È consentita la spumantizzazione sia con il metodo Charmat che con il metodo classico, ma è vietata la gassificazione artificiale.

L’appassimento delle uve destinate alla produzione del passito può essere condotto sulla pianta o in ambienti idonei; la commercializzazione è consentita dal 1º ottobre dell'anno successivo alla vendemmia.

Nella tipologia base alla stappatura della bottiglia può verificarsi uno sviluppo di anidride carbonica naturale, purché di pressione inferiore a 2,5 bar.

È vietato l’utilizzo del tappo a corona, del tappo di materiale plastico o sintetico, del "tappo tecnico in sughero"; il tappo a fungo con gabbietta è permesso solo per lo spumante.

Le bottiglie di "fermo" e "passito" devono contenere l'indicazione dell'annata di vendemmia.

## Disciplinare
La DOC è stata istituita con DPR 13.08.1969 pubblicato sulla Gazzetta Ufficiale n. 282 del 07.11.1969

È stata modificata in DOCG con DM 24.04.1996 pubblicato sulla Gazzetta Ufficiale n. 132 del 07.06.1996 

Successivamente è stato modificato con 
- DM 28.02.2011 G.U. 61 - 15.03.2011
- DM 30.11.2011 G.U. 295 - 20.12.2011
- DM 07.03.2014 Pubblicato sul sito ufficiale del Mipaaf
- DM 09.07.2014 G.U.165 -18.07.2014 Pubblicato sul sito ufficiale del Mipaaf

La versione in vigore è stata approvata con D.D. pubblicato sulla Gazzetta Ufficiale n. 150 del 28 giugno 2019

## Tipologie

### Brachetto
| uvaggio                        | Brachetto minimo 97% in vigna          |
| titolo alcolometrico minimo    | 11,50% vol. di cui almeno 5,00% svolto |
| acidità totale minima          | 4,5 g/l.                               |
| estratto secco minimo          | 18 g/l                                 |
| resa massima di uva per ettaro | 80 q.                                  |
| resa massima di uva in vino    | 70%                                    |

### Brachetto spumante
| uvaggio                        | Brachetto minimo 97% in vigna             |
| titolo alcolometrico minimo    | 12,00 % vol., di cui almeno 6,00% svolto. |
| acidità totale minima          | 4,5 g/l.                                  |
| estratto secco minimo          | 17,0 g/l                                  |
| resa massima di uva per ettaro | 80 q.                                     |
| resa massima di uva in vino    | 70%                                       |

### Brachetto passito
| uvaggio                        | Brachetto minimo 97% in vigna             |
| titolo alcolometrico minimo    | 16,00% vol., di cui almeno 11,00% svolto. |
| zuccheri riduttori             | 50,0 g/l.                                 |
| acidità totale minima          | 4,5 g/l.                                  |
| estratto secco minimo          | 20,0 g/l                                  |
| resa massima di uva per ettaro | 80 q.                                     |
| resa massima di uva in vino    | 45%                                       |